# رون سيمونز
رون سيمونز (بالإنجليزية: Ron Simmons)‏ هو سياسي أمريكي، ولد في 21 سبتمبر 1960. حزبياً، نشط في الحزب الجمهوري. وقد انتخب عضو مجلس نواب تكساس.

## وصلات خارجية
- الموقع الرسمي